# Salsola deschaseauxiana
Salsola deschaseauxiana är en amarantväxtart som beskrevs av René Verriet de Litardière och René Charles Maire. Salsola deschaseauxiana ingår i släktet sodaörter, och familjen amarantväxter. Inga underarter finns listade i Catalogue of Life.